# Schönbuch

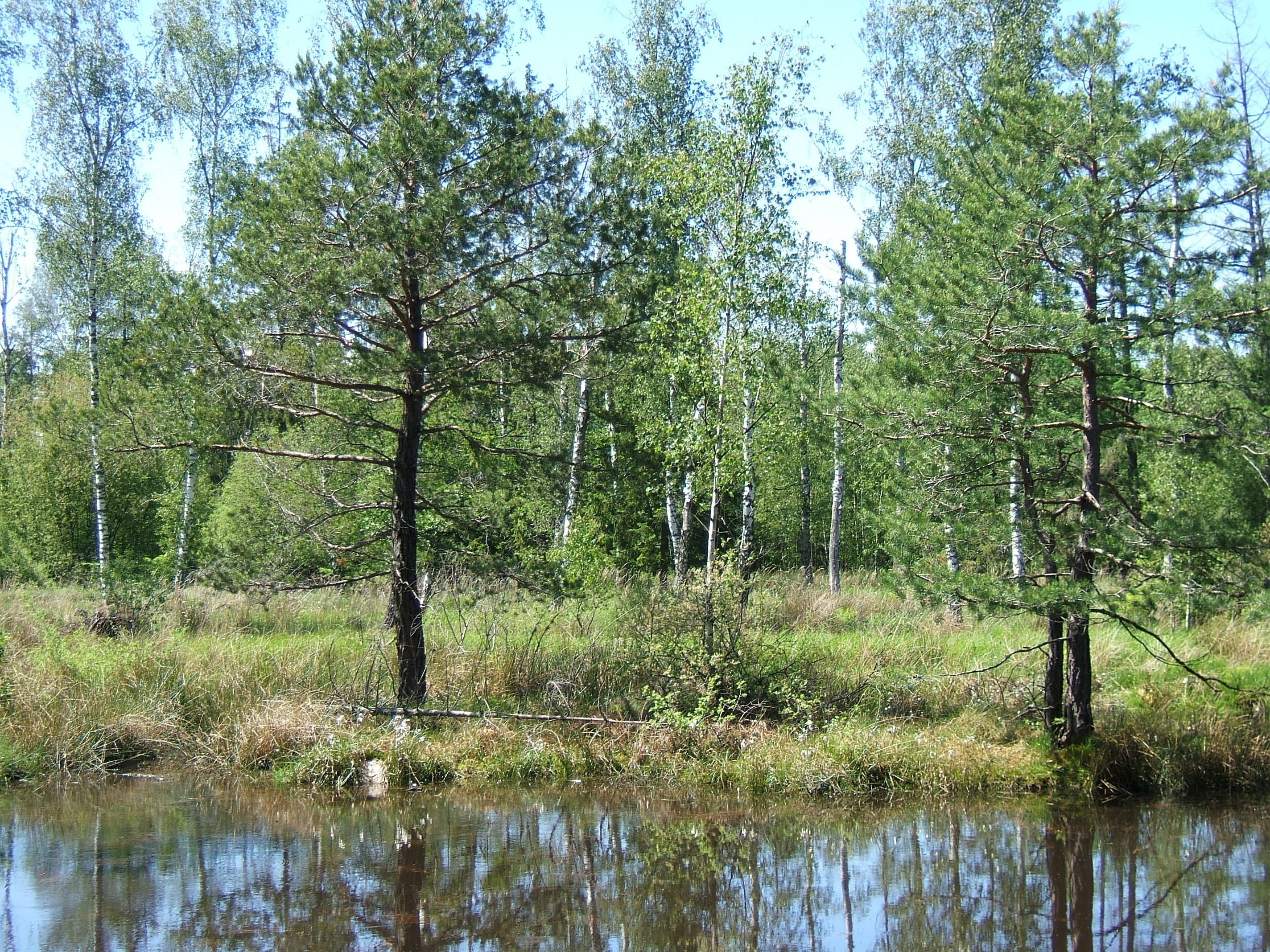
Březový porost na lokalitě Bromberg

Schönbuch je zalesněná německá oblast rozkládající se západně od Stuttgartu. V roce 1972 byl v její centrální zóně vyhlášen první přírodní park ve spolkové zemi Bádensko-Württembersko. Z jihu sousedí s městy Tübingen a Reutlingen, ze západu s městem Herrenberg. Dnes zaujímá plochu o rozloze přibližně 156 km².
V současnosti se díky relativně chudé silniční síti jedná o oblíbenou rekreační oblast.